# Olliffiella secunda
Olliffiella secunda är en insektsart som beskrevs av Ferris 1955. Olliffiella secunda ingår i släktet Olliffiella och familjen eksköldlöss. Inga underarter finns listade i Catalogue of Life.